# Judeus brasileiros em Nova York
A chegada dos judeus brasileiros a Nova Amsterdã, em setembro de 1654, foi a primeira migração judaica organizada para a América do Norte. Compreendeu 23 judeus sefarditas, refugiados "grandes e pequenos" que fugiram da perseguição pela Inquisição Portuguesa após a conquista do Brasil holandês. É amplamente comemorado como o ponto de partida da história judaica e judaico-americana de Nova York.

## Brasil
Os judeus haviam navegado de Recife no navio Valck, um dos pelo menos dezesseis que partiram para a Holanda no final da Guerra Luso-Holandesa. Valck foi desviado para a Jamaica e/ou Cuba.

## Caribe
Segundo relatos de Saul Levi Morteira e David Franco Mendes, eles foram levados por piratas espanhóis por um tempo. Em Cuba, os judeus acabaram embarcando no St. Catrina, chamado pelos historiadores posteriores de "Mayflower judeu", que os levou a Nova Amsterdã.

## Nova Amsterdã
A nova comunidade judaica enfrentou oposição antissemita de seu acordo com o diretor-geral Peter Stuyvesant, bem como uma disputa monetária com o capitão da St. Catrina, que exigiu julgamento da Companhia Holandesa das Índias Ocidentais. Eles foram ajudados por alguns comerciantes judeus Asquenazes que haviam chegado apenas um mês antes, no navio Peereboom, de Amsterdã via Londres. Esse grupo incluía Jacob Barsimson, e talvez Solomon Pietersen e Asser Levy, que também em fontes anteriores foram reivindicados como um dos vinte e três. A nova comunidade fundada Congregação Shearith Israel ainda permanece como a mais antiga congregação judaica nos Estados Unidos.
O documento de origem principal para a chegada deles é o seguinte:
Jacques de la Motthe, mestre do barque St. Catrina, por uma petição, escrita em francês, solicita o pagamento do frete e da tábua dos judeus que ele comprou aqui do cabo St. Antony, de acordo com o contrato e contrato em que cada um está vinculado in solidum, e que, portanto, quaisquer móveis e outros bens que possam ter a bordo de seu latido podem ser vendidos publicamente por ordem do Tribunal, em pagamento de suas dívidas. Ele declara verbalmente que os holandeses, que vieram com eles, não estão incluídos no contrato e o satisfazem. Solomon Pietersen, judeu, aparece na corte e diz que novecentos e estranhos florins dos 2500 são pagos e que há 23 almas, grandes e pequenas, que devem pagar igualmente.
O Tribunal, depois de ter visto a petição e o Contrato, ordena "que os judeus, dentro de duas vezes 24 horas após a data, paguem de acordo com o contrato o que legalmente devem; e, enquanto isso, os móveis e o que quer que o peticionário tenha em sua posse permanecerão como segurança, sem alienar o mesmo."

## Comemoração
O 250º aniversário da chegada foi marcado um ano no final de 1905, e o 300º aniversário foi marcado em 1954.   O 300º aniversário foi marcado por um período de oito meses, de setembro de 1954 a maio de 1955. Para esse marco, um Monumento do Tercentenário Judaico e um mastro de bandeira projetados por Abram Belskie foram colocados na Peter Minuit Plaza, em Battery, em Manhattan  e outro Monumento do Tercentenário Judaico e mastro de bandeira projetado por Carl C. Mose com um relevo em forma de onda, com ilustrações do Quatro liberdades inspiradas nos versículos da Bíblia hebraica, bem como uma imagem conjectural de St. Catrina, foram colocadas no Forest Park de St. Louis.   
Relevos de monumento do Forest Park- 
Anverso: 
- Imagem conjectural de Santa Catrina
- "Quem subirá ao monte do Senhor" (Liberdade de culto / Salmo 24 )
- "Proclamar a liberdade em toda a terra" (Liberdade de expressão / Jubileu (bíblica) )

Reverter: 
- Pomba e vegetação decorativa
- "E ninguém os temerá" (Liberdade do medo / figos na Bíblia )
- "Para a viúva. . . Para o Estranho. . . Para os Órfãos "(Liberdade de querer / Deuteronomista )

O 350º aniversário foi observado para outra celebração de um ano, de setembro de 2004 a setembro de 2005, com exposições na Biblioteca do Congresso e na Sociedade Histórica Judaica Americana, abrindo em setembro e maio, e inspirou a instituição do primeiro mês anual da herança americana judaica a no final de maio de 2006. 